# Argiocnemis
Argiocnemis là một chi chuồn chuồn kim thuộc họ Coenagrionidae. Loài này có ở châu Phi, quần đảo Ấn Độ Dương, Đông Nam Á và miền Australasia.
Chi có các loài sau:
- Argiocnemis ensifera Lieftinck, 1932
- Argiocnemis rubescens Selys, 1877 - Red-tipped Shadefly
- Argiocnemis solitaria (Selys, 1872)